# El Guincho
Pablo Díaz-Reixa (Las Palmas de Gran Canaria, 17 de noviembre de 1983), conocido artísticamente como el Guincho, es un rapero, productor discográfico, compositor, cantante y músico español. Su estilo puede caracterizarse como electropop, con abundante empleo de samplers mezclados con música tropical y ritmos africanos, influenciado por grupos como Animal Collective y Panda Bear.

## Biografía
Antes de comenzar su carrera en solitario, El Guincho era el baterista del grupo "Coconot" y participante en otros grupos como "La Orquesta De La Muerte". 
El Guincho publicó su primer álbum, Folías, a través de un sello discográfico casero llamado "DC/Luv Luv". En 2007 lanza su segundo álbum Alegranza, que fue bien recibido por la crítica musical española, siendo considerado como el tercero mejor del año 2007 para la revista musical española Rockdelux. El álbum será reeditado por el mismo sello y distribuido por Junk Records
A partir del 23 de noviembre de 2009 publicó cuatro EP con remezclas de dos de las canciones de su anterior álbum Alegranza, "Antillas" y "Kalise", en los que contó con grupos como Architecture in Helsinki, Delorean o Prins Thomas.
En el segundo semestre de 2010, publicó su tercer álbum, Pop Negro, cuyo primer sencillo fue Bombay. El disco recibió una excelente valoración de la crítica, y fue elegido como mejor trabajo del año por las revistas Mondosonoro y Rockdelux. Además, la segunda también consideró Bombay como la mejor canción española y mejor videoclip del año.
En 2016 saca su cuarto álbum.
En 2018, El Guincho colabora ejerciendo de coproductor y coautor en el álbum de Rosalía, El mal querer.

## Discografía

### Álbumes
- 2006 — Folías
- 2007 — Alegranza
- 2010 — Pop negro
- 2016 — Hiperasia
- 2017 — Hiperasia by Wellness Pirate
- 2021 — Samurái (con Beny Jr)

### EP
- 2009 — Antillas vol 1.
- 2009 — Antillas vol 2.
- 2009 — Kalise vol 1.
- 2009 — Kalise vol 2.
- 2010 — Piratas de Sudamérica, Vol 1

### Mixtapes
- 2016 — Michael Dior

### Sencillos
- 2019: Con Altura, Rosalía feat. J Balvin y El Guincho
- 2021: La Inocencia, Israel Fernámdez, Diego Del Morao, ft. El Guincho
- 2021: Combo la L, Beny Jr, El Guincho